# İbrahim Eren Akduman
İbrahim Eren Akduman (* 18. Januar 1990 in Konya) ist ein türkischer ehemaliger Fußballspieler.

## Spielerkarriere

### Verein
Akduman begann mit dem Vereinsfußball 2001 in der Jugend von Galatasaray Istanbul. Nachdem er hier acht Jahre gespielt hatte, wechselte er in die Jugend von Istanbul Büyükşehir Belediyespor.
Bei Istanbul BB blieb er eine Spielzeit und wechselte dann als Profispieler zum Drittligisten Tepecikspor. Hier machte er sein Profidebüt, saß aber überwiegend auf der Ersatzbank.
Zur Rückrunde der Spielzeit 2009/10 wechselte er zum Viertligisten Batman Petrolspor. Bei diesem Verein eroberte er sich auf Anhieb einen Stammplatz und spielte durchgängig eineinhalb Spielzeiten für diesen Verein.
Nachdem sein Vertrag mit Batman Petrolspor zum Sommer 2011 ausgelaufen war, wechselte er ablösefrei zum neuen Zweitligisten Elazığspor. Hier kam er als Ergänzungsspieler zu fünf Ligaeinsätzen. Zum Saisonende stieg sein Team als Vizemeister der TFF 1. Lig in die Süper Lig auf. Für die Saison 2012/13 wurde er an den Drittligisten İskenderun Demir Çelikspor ausgeliehen.
Zum Sommer 2013 wechselte er zum Zweitligisten Kahramanmaraşspor. Für die Rückrunde der Saison 2013/14 wurde Akduman an den Viertligisten Trabzon Akçaabat FK ausgeliehen. Ab dem Sommer spielte er für zwei Jahre bei Gaziosmanpaşa, dann hörte er mit dem Fußball auf.

## Erfolge
- Mit Elazığspor:
  - 2011/12 Vizemeisterschaft der TFF 1. Lig
  - 2011/12 Aufstieg in die Süper Lig